# Philippe Koch
Philippe Koch (Jegenstorf, 8 februari 1991) is een Zwitsers voetballer die bij voorkeur als rechtsback speelt. Hij stroomde in 2008 door vanuit de jeugd van FC Zürich, waar hij uitgroeide tot aanvoerder.

## Clubcarrière
Koch speelde in de jeugd voor FC Biberist, FC Solothurn, FC Biel-Bienne en FC Zürich. Hij debuteerde in augustus 2008 voor FC Zürich in de UEFA Cup. In zijn eerste seizoen speelde hij elf wedstrijden. Tijdens het seizoen 2009/2010 dwong hij een basisplaats af.

## Interlandcarrière
Koch haalde acht caps voor Zwitserland -16, 14 caps voor Zwitserland -17, 14 caps voor Zwitserland -19 en 25 caps voor Zwitserland -21.
1 Kostadinović ·
2 Kamberi ·
3 Guerrero ·
4 Omeragić ·
6 Aliti ·
7 Krasniqi ·
8 Janjičić ·
9 Ceesay ·
10 Marchesano ·
11 Koide ·
14 Buschman-Dormond ·
15 Aiyegun ·
16 Hornschuh ·
17 Reichmuth ·
18 Kramer ·
19 Boranijašević ·
20 Doumbia ·
21 Džemaili ·
22 Gnonto ·
23 Rohner ·
24 Ćorić ·
25 Brecher  ·
26 Khelifi ·
29 Pollero ·
31 Kryeziu ·
33 Seiler ·
34 De Nitti ·
36 Frei ·
39 Gogia ·
42 Wallner ·
78 Leitner ·
Coach: Breitenreiter